# دوري كرة القدم الغربي 1937–38
دوري كرة القدم الغربي 1937–38 (بالإنجليزية: 1937–38 Western Football League)‏ هو موسم من دوري كرة القدم الغربي ‏. فاز فيه نادي بريستول سيتي.